# 神戸南洋植物パーク
神戸南洋植物パーク（こうべなんようしょくぶつパーク）とはかつて兵庫県神戸市須磨区の一ノ谷に存在した植物園の名称である。

## 概要
神戸市で貿易会社を経営していた塩田富造が海外進出に失敗した者に対する救済資金を集めることを目的として資財を投じて1964年11月に設立した。当時の報道によれば、ドミニカ共和国で失敗した移民5世帯が神戸に帰国したが、日本政府が救済を行わなかったことに、塩田が憤慨したためと記録される。創設者は翌1965年に死去したが、長男邦博が引き継いだ。
開設当時、東洋一の直径30メートルのドーム型温室が存在し、パパイア、サボテン、マンゴーなど百数十種約六千点を展示した。学校行事での利用などで多くの観光客が訪れたものの赤字続きであった事と温室が傷んだ事が理由で開園後約20年で閉園する事となり、その数年後に建築物は取り壊された。
閉園後も一部残され続けた株が長期間を経て成長し、跡地は熱帯植物が生い茂る。所有者は税金の関係で土地を手放したという。